# Barry Ackroyd
Barry Ackroyd (Manchester, 12 maggio 1954) è un direttore della fotografia britannico.
È collaboratore abituale del regista Ken Loach, per il quale ha curato la fotografia di quasi ogni suo film, con rare eccezioni, a partire da Riff-Raff - Meglio perderli che trovarli del 1991. Per questo fortunato sodalizio professionale i due hanno ricevuto un premio speciale al festival Camerimage 2002.
Per il suo lavoro in Il vento che accarezza l'erba (2006) ha vinto l'European Film Award, mentre per quello in The Hurt Locker (2008) è stato candidato all'Oscar e ha vinto il Premio BAFTA.

## Biografia
Operatore di documentari di taglio sociale per registi quali Nick Broomfield, all'inizio degli anni novanta ricopre un ruolo fondamentale nella rinascita di Ken Loach dimostrandosi, con il suo gusto figurativo essenziale e il suo «ruvido realismo di scuola televisiva» e di «vigoroso cinema-verità», l'interprete ideale dell'universo estetico del regista. Dopo aver curato le immagini del televisivo The View from the Woodpile (1988), a partire dal lungometraggio cinematografico Riff-Raff - Meglio perderli che trovarli (1991) accompagna quindi Loach nella sua successiva carriera.
Nel corso degli anni, pur conservando il gusto realista che dimostra la massima efficacia nei melodrammi di ambientazione urbana britannica, come My Name Is Joe del 1998 e Sweet Sixteen del 2002, si adatta ad ambientazioni diverse, come il Nicaragua di La canzone di Carla (1996) e la Los Angeles di Bread and Roses (2000), e affina «la sua padronanza del colore, maturando una certa sensibilità pittorica fatta di cromatismi smorzati e mezzi toni», che culmina nel film d'ambientazione d'epoca Il vento che accarezza l'erba (2006), vincitore della Palma d'oro al 59º Festival di Cannes, che vale ad Ackroyd la vittoria dell'European Film Awards per la miglior fotografia.
Tra le sue collaborazioni con altri registi, si possono citare negli anni novanta Under the Skin - A fior di pelle (1997) di Carine Adler e Il figlio perduto (1999) di Chris Menges, negli anni duemila United 93 (2006) e Green Zone (2010) di Paul Greengrass e soprattutto The Hurt Locker (2008) di Kathryn Bigelow, film vincitore di sei Premi Oscar fra cui quelli per miglior film e miglior regia, per il quale ha ricevuto la sua prima candidatura all'Oscar alla migliore fotografia.

## Filmografia

### Cinema
- Hunters and Bombers, regia di Hugh Brody e Nigel Markham (1990)
- Riff-Raff - Meglio perderli che trovarli (Riff Raff), regia di Ken Loach (1991)
- The Leader, His Driver and the Driver's Wife, regia di Nick Broomfield (1991)
- Piovono pietre (Raining Stones), regia di Ken Loach (1993)
- Aileen Wuornos: The Selling of a Serial Killer, regia di Nick Broomfield (1993)
- Ladybird Ladybird, regia di Ken Loach (1994)
- Tracking Down Maggie: The Unofficial Biography of Margaret Thatcher, regia di Nick Broomfield (1994)
- Fever, regia di Carine Adler - cortometraggio (1994)
- Terra e libertà (Land and Freedom), regia di Ken Loach (1995)
- Anne Frank Remembered, regia di Jon Blair (1995)
- La canzone di Carla (Carla's Song), regia di Ken Loach (1996)
- Stella Does Tricks, regia di Coky Giedroyc (1996)
- Under the Skin - A fior di pelle (Under the Skin), regia di Carine Adler (1997)
- My Name Is Joe, regia di Ken Loach (1998)
- Amazing Grace, regia di Maeve Murphy - cortometraggio (1998)
- Il figlio perduto (The Lost Son), regia di Chris Menges (1999)
- Beautiful People, regia di Jasmin Dizdar (1999)
- Mauvaise passe, regia di Michel Blanc (1999)
- Bread and Roses, regia di Ken Loach (2000)
- Very Annie Mary, regia di Sara Sugarman (2001)
- Dust, regia di Milčo Mančevski (2001)
- Paul, Mick e gli altri (The Navigators), regia di Ken Loach (2001)
- Sweet Sixteen, regia di Ken Loach (2002)
- Red, White and Blues, regia di Mike Figgis (2003)
- Os Imortais, regia di António-Pedro Vasconcelos (2003)
- Un bacio appassionato (Ae Fond Kiss...), regia di Ken Loach (2004)
- Love + Hate, regia di Dominic Savage (2005)
- Il vento che accarezza l'erba (The Wind That Shakes the Barley), regia di Ken Loach (2006)
- United 93, regia di Paul Greengrass (2006)
- Battle in Seattle - Nessuno li può fermare (Battle in Seattle), regia di Stuart Townsend (2007)
- Chacun son cinéma - A ciascuno il suo cinema (Chacun son cinéma ou Ce petit coup au cœur quand la lumière s'éteint et que le film commence), episodio Happy Ending, regia di Ken Loach (2007)
- The Hurt Locker, regia di Kathryn Bigelow (2008)
- Il mio amico Eric (Looking for Eric), regia di Ken Loach (2009)
- Green Zone, regia di Paul Greengrass (2010)
- Coriolanus, regia di Ralph Fiennes (2011)
- Contraband, regia di Baltasar Kormákur (2012)
- Captain Phillips - Attacco in mare aperto (Captain Phillips), regia di Paul Greengrass (2013)
- Parkland, regia di Peter Landesman (2013)
- Dark Places - Nei luoghi oscuri (Dark Places), regia di Gilles Paquet-Brenner (2015)
- La grande scommessa (The Big Short), regia di Adam McKay (2015)
- Il tuo ultimo sguardo (The Last Face), regia di Sean Penn (2016)
- Jason Bourne, regia di Paul Greengrass (2016)
- Detroit, regia di Kathryn Bigelow (2017)
- Outlaw King - Il re fuorilegge (Outlaw King), regia di David Mackenzie (2018)
- Bombshell - La voce dello scandalo (Bombshell), regia di Jay Roach  (2019)
- The Old Guard, regia di Gina Prince-Bythewood (2020)
- Sweet Girl, regia di Brian Andrew Mendoza (2021)
- Whitney - Una voce diventata leggenda (I Wanna Dance with Somebody), regia di Kasi Lemmons (2022)
- The Old Guard 2, regia di Victoria Mahoney (2025)

### Televisione
- Inside the Labyrinth, regia di Des Saunders - film TV (1986)
- Big George Is Dead, regia di Henry Martin - film TV (1987)
- The View from the Woodpile, regia di Ken Loach - film TV (1989)
- Angkor Wat Under Siege, regia di Shari Robertson - film TV (1989)
- Too White for Me, regia di Nick Broomfield - film TV (1992)
- Hillsborough, regia di Charles McDougall - film TV (1996)
- Bumping the Odds, regia di Rob Rohrer - film TV (1997)
- Sunday, regia di Charles McDougall - film TV (2002)
- Out of Control, regia di Dominic Savage - film TV (2002)
- The Lost Prince - miniserie TV (2003)
- Eroica: Il giorno che cambiò per sempre la musica (Eroica), regia di Simon Cellan Jones - film TV (2003)
- Friends & Crocodiles, regia di Stephen Poliakoff - film TV (2005)
- Gideon's Daughter, regia di Stephen Poliakoff - film TV (2005)
- I due presidenti (The Special Relationship), regia di Richard Loncraine - film TV (2010)
- Il simpatizzante (The Sympathizer) – miniserie TV, 1 puntata (2024)